# Emma Ekwall
Emma Amalia Ekwall (Gransbo, Säby socken, Småland, 18 januari 1838 – Stockholm, 1 februari 1925) was een Zweedse schilderes.

## Leven en werk
Ekwall studeerde, net als haar broer Knut Ekwall, aan de kunstacademie in Stockholm (1865-1870). Ze was in 1871 de eerste vrouw in Zweden die een koninklijke medaille voor haar werk ontving. Na haar afstuderen bracht ze enige tijd door in München en Leipzig. Ze schilderde portretten , bloemstillevens en genrestukken met kinderen.
Ekwall overleed op 87-jarige leeftijd.

## Galerij

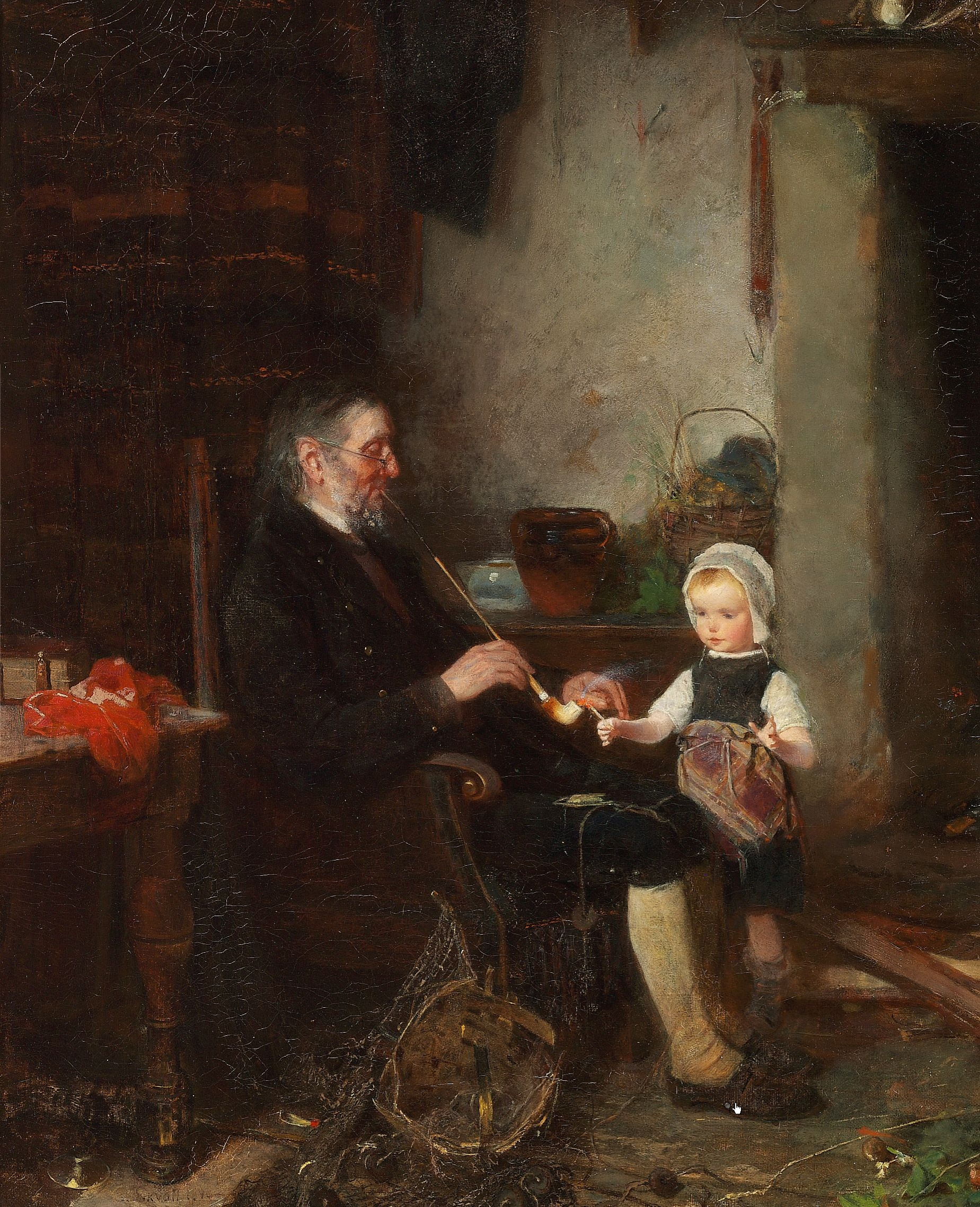
Aansteken van de pijp
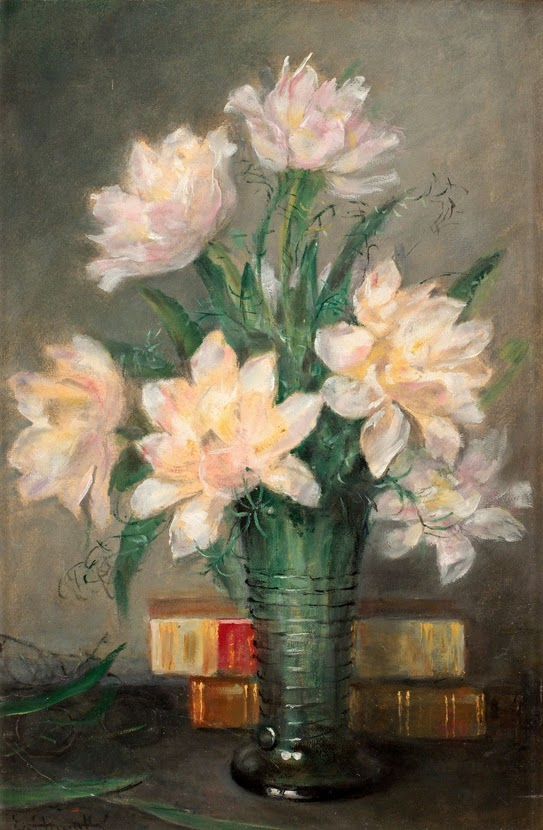
Stilleven met bloemen
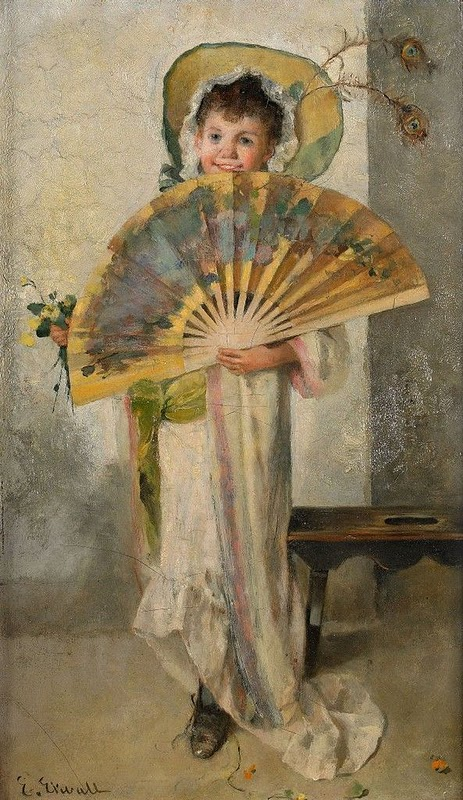
Meisje met waaier